# Trichopopillia dorsalis
Trichopopillia dorsalis är en skalbaggsart som beskrevs av Ernst Gustav Kraatz 1892. Trichopopillia dorsalis ingår i släktet Trichopopillia och familjen Rutelidae.

## Underarter
Arten delas in i följande underarter:
- T. d. picipennis
- T. d. nilotica